# تحصیل پبی
تحصیل پبی (به انگلیسی: Pabbi Tehsil) یک تحصیل در پاکستان است که در خیبر پختونخوا واقع شده‌است. تحصیل پبی ۴۳۷٬۳۰۱ نفر جمعیت دارد.